# Kostki (województwo mazowieckie)
Kostki – wieś w Polsce położona w województwie mazowieckim, w powiecie sokołowskim, w gminie Sokołów Podlaski. Ma status sołectwa.
| SIMC    | Nazwa               | Rodzaj    |
| ------- | ------------------- | --------- |
| 0688924 | Kostki Szlacheckie  | część wsi |
| 0688930 | Kostki Włościańskie | część wsi |

W latach 1975–1998 miejscowość administracyjnie należała do województwa siedleckiego.
Mieszkańcy wyznania rzymskokatolickiego należą do parafii św. Wojciecha w Skibniewie-Podawcach.

## Historia
W 1438 r. w sądzie drohickim występował rycerz Andrzej Kostka. Wcześniej, bo już w 1417 roku poznajemy jego żonę Dorotę (AGAD, Metryka Koronna, MK3, k.116v). Dorota żona Andrzeja ze Skibniewa, Jan i Piotr dziedzice z Kątów kwitują Miłosława z Raszyńca  z zadośćuczynienia za ich części w Raszyńcu. 
Synami Andrzeja i Doroty byli zapewne bracia Wojciech i Paweł Kostkowie, żyjący w 2. poł. XV w. Wojciech występował już w 1458 r. W 1466 r. bracia dokonali działu dóbr, na mocy którego Wojciech wziął Skibniew. Część Skibniewa, którą posiadał to późniejsze Kostki (czyli Kostkowie). Natomiast Pawłowi przypadł w udziale Suchodół. Po połowie bracia podzielili się wsią Kiełczów. W 1467 r. obaj bracia byli świadkami nadania wójtostwa w Rogowie. Natomiast w 1469 r., jak podano w dokumencie, Wojciech Skibniewski i Paweł Suchodolski, bracia rodzeni, świadczyli przy nadaniu wójtostwa w Bacikach. Wcześniej – w 1454 r., Wojciech Kostka sprzedał część Dybowa z brzegiem rzeczki Sterdyni (dzisiejsza Buczynka) za 43 kopy groszy Maciejowi Dyszowi i Janowi z Dybowa.
Wojciech Kostka, po rezygnacji Macieja z Jabłonny, za zgodą króla i panów rady Wielkiego Księstwa Litewskiego został w 1470 r. podsędkiem ziemskim drohickim. Używał częściej nazwiska Skibniewski. Cieszył się poważaniem wśród okolicznej szlachty, o czym świadczyło częste powoływanie go na arbitra w sporach, np. w 1464 r. w sprawie wadium pomiędzy Osiną i braćmi ze wsi Cholewy i szlachtą z Dmochów, w 1476 r. Orzeszkowej i Czamborowej, w 1476 r. Anny Jakimowskiej i Andrzeja Jarnickiego, w 1477 r. przy podziale Stanisława Rospąda i Jana z Jabłonny. Sam również bywał stroną w sporach, np. w 1476 r. z Andrzejem Prostyńskim herbu Półkozic. Dzięki sprawowanemu urzędowi i zapobiegliwości mógł również gromadzić fortunę. Brał liczne dobra w zastaw: w 1475 r. od Tomasza Ratyńskiego część w Ratyńcu, w 1476 r. od Hrynka z Wirowa, w 1477 r. od bojarów z Hołowienek ich młyn, w 1478 r. Guty od Piotra Strumiłły, w 1483 r. od Sasina z Krynicy i jego syna Jana wieś Brzozów, a od pani Czamborowej i jej zięcia Jana wieś Nakory. Żył jeszcze w 1484 r., w następnym roku podsędkiem drohickim był już Jerzy Nieciecki herbu Gozdawa, najpewniej więc Wojciech zmarł. O jego zamożności świadczy chociażby to, że kształcił na uniwersytecie krakowskim dwóch synów: Andrzeja i Jerzego, którzy zapisali się na studia w 1474 r. Andrzej uzyskał nawet w 1477 r. tytuł bakałarza.
Andrzej syn Wojciecha został następnie kanonikiem płockim. W 1519 roku księżna Anna Konradowi prezentowała go na plebana w Wąsoszu w Ziemi Wiskiej.
Oprócz powyższych Wojciech Kostka miał jeszcze czterech synów: Krzysztofa - komornika sądu drohickiego w latach 1501-1522, Marka, Stanisława i Jana oraz co najmniej cztery córki: Annę żonę Jana Sasina z Krynicy, Ludmiłę żonę Augustyna Dobrogowskiego, Katarzynę żonę Pawła Węgrowskiego i Helenę żonę Stanisława Hornowskiego. Stanisław był żonaty z Małgorzatą córką Jakuba z Kałuszyna, której zapisał oprawę w 1504 r. w kwocie 14 kop groszy. W tym samym roku Helena Hornowska i Ludmiła Dobrogowska pozywały swych braci o części spadku po stryju Pawle Suchodolskim. Pochodzą od nich rodziny Kostków i Suchodolskich występujące w parafii Skibniew jeszcze w XVIII w. Bracia: Marek, Jan i Krzysztof poślubili trzy siostry córki Stanisława i Anny Kossowskich. Krzysztof ze Skibniewa i Stanisław zwany „Stawiany” spotkali się dwukrotnie w sądzie drohickim w 1501 roku. Do roku 1509 takich „spotkań” było jeszcze kilka. W jednym z przypadków sprawa dotyczyła pracowitego Macieja Kapusty ze Skibniewa. 
Paweł Kostka brat Wojciecha w dziale wziął Suchodół i stąd pisał się Suchodolskim.

## Historia administracyjna
Dawniej współczesna wieś Kostki podzielona była na dwie wsie, przedzielone potokiem Buczynka, położone w dwóch różnych gminach i powiatach:
- Kostki (Szlacheckie) – na wschód od potoku, początkowo w gminie Dębe Nowe, następnie w gminie Chruszczewka w powiecie sokołowskim, o kształcie okolnicy, liczące po koniec XIX wieku 148 mieszkańców[9],
- Kostki (Włościańskie) – na zachód od potoku, w gminie Miedzna w powiecie węgrowskim, o kształcie ulicówki, liczące po koniec XIX wieku 182 mieszkańców[10].

W 1933 roku wsie utworzyły odrębne gromady w swoich odpowiednich gminach, obie w województwie lubelskim:
- gromadę Kostki w gminie Chruszczewka w powiecie sokołowskim – obejmującą wieś Kostki (Szlacheckie) i kolonię Kostki-Pieńki,
- gromadę Kostki w gminie Miedzna w powiecie węgrowskim – obejmującą wieś Kostki (Włościańskie).

1 kwietnia 1938 zarówno powiat sokołowski jak i węgrowski włączono do województwa warszawskiego. 
Po wojnie od Kostek (Szlacheckich) odłączono kolonię Kostki-Pieńki, która utworzyła odrębną gromadę w gminie Chruszczewka w powiecie sokołowskim.
Odrębność wsi przetrwała do końca sierpnia 1952. 1 września 1952 gromadę Kostki (Włościańskie) wyłączono z gminy Miedzna w powiecie węgrowskim i włączono do gminy Chruszczewka w powiecie sokołowskim, po czym wsie i gromady połączono, i już jako jedna jednostka weszły wraz z reformą administracyjną w 1954 roku w skład gromady Skibniew-Podawce.
Gromada Skibniew-Podawce przetrwała do końca 1972 roku, czyli do kolejnej reformy gminnej, po czym z kolejną reformą administracyjną 1 stycznia 1973 Kostki weszły w skład nowo utworzonej gminy Sokołów Podlaski. 
W latach 1975–1998 miejscowość administracyjnie należała do województwa siedleckiego.

## Urodzeni w Kostkach
- Tomasz Święcki, prawnik, historyk, mecenas Sądu Najwyższego Królestwa Polskiego, członek Towarzystwa Przyjaciół Nauk, autor książki Opis starożytnej Polski, dzięki której uznano go za jednego z najwybitniejszych badaczy polskiej przeszłości[17].
- Anna Jesień – polska lekkoatletka, specjalizująca się w biegu na 400 m przez płotki, olimpijka, rekordzistka Polski.